# Посадовский-Венер, Артур фон
Артур фон Посадовский-Венер (нем. Arthur von Posadowsky-Wehner; 3 июня 1845, Грос-Глогау — 23 октября 1932, Наумбург) — германский государственный деятель.

## Биография
Происходит из старинной дворянской семьи в Силезии. Как крупный помещик, он занимался сельским хозяйством; в 1882—1885 годах был депутатом прусского ландтага, где принадлежал к свободным консерваторам. В 1893 году назначен статс-секретарем имперского казначейства, то есть, имперским министром финансов. В этой должности он был всегда только тенью прусского министра финансов Микеля, добросовестно следуя его указаниям, но не обнаружив ни особенного административного таланта, ни особенных ораторских способностей.
В 1897 г. назначен статс-секретарем по внутренним делам имперским, прусским государственным министром и заместителем имперского канцлера. Главное его дело на новом посту — проведение таможенного тарифа 1902 г., являющегося созданием крайнего протекционизма, и в особенности протекционизма аграрного: как автономные, так и конвенционные пошлины на иностранный хлеб повышены в полтора раза. Существовало опасение, что таможенный тариф помешает возобновлению торговых договоров, срок которых истекал в 1904 году, в особенности с Россией, на которой, как на стране-экспортёре хлеба, аграрные пошлины Германии должны были отразиться особенно тяжело. Однако, Россия, руки которой оказались связанными войной с Японией, принуждена была, ввиду политических услуг, оказанных ей во время войны Германией, согласиться на её новый тариф. Политика Посадовского-Венера (и Бюлова) увенчалась полным успехом.
В 1919 году был выдвинут от Немецкой национальной народной партии кандидатом на пост рейхспрезидента, но проиграл Фридриху Эберту.

## Сочинения
- «Geschichte des schlesischen adligen Geschlechtes der Grafen Posadowsky-Wehner, Freiherren von Postelwitz» (рус. История силезской благородной семьи графов Посадовских-Венер, баронов фон Постельвиц, Бреслау, 1891)